# Muradbeg Zaimović
Muradbeg Zaimović, tuzlanski gradonačelnik i industrijalac iz begovske obitelji Zaimovića. Bio je jedini od preostalih velikih begova u Tuzli. Naslijedio je ogromno obiteljsko imanje. Muradbeg Zaimović bio je dugogodišnji pitomac prosrpskog Gajreta. Bio je na glasu kao sposoban prilagoditi se velikim promjenama, podnio je gubitak imovine i zemljišne posjede. Bio je spreman surađivati s ljudima različitih uvjerenja,  sve do odlaska s partizanskom vojskom i svrstavanje na tu stranu. Prije rata bio je režimski opredijeljen. Poslovno je surađivao beogradskim industrijalcima, otvaranja rudnika Banovići i slično. Nije bio oženjen te nije živio običnim obiteljskim životom, nego u krugu obitelji mlađeg brata Mehmedbega. Gradonačelničku dužnost obnašao je od 1931. do 1935. godine. Ismail Hadžiahmetović autor je knjige Muradbeg Zaimović : legenda i istina by Ismail Hadžiahmetović.